# Poljana (Lipik)
Poljana (1910 és 1981 között Poljana Pakračka) falu Horvátországban Pozsega-Szlavónia megyében. Közigazgatásilag Lipikhez tartozik.

## Fekvése
Pozsegától légvonalban 56, közúton 71 km-re északnyugatra, községközpontjától légvonalban 15, közúton 18 km-re északnyugatra, Nyugat-Szlavóniában fekszik. Északról Antunovac, keletről Gaj, nyugatról Međurić, délről Janja Lipa falvak határolják. Itt halad át a Kutenyáról Pakrácra menő főút és a Zágrábról Eszékre menő vasútvonal.

## Története
A régészeti leletek tanúsága szerint a település határában már ősidők óta éltek emberek. Valamennyi régészeti lelőhely a Kutenya-Dobrovac gázvezeték építésekor került elő. A legrégebbi leleteket a település délnyugati szélén, a Bijela-pataktól északra, a Banova Jaruga-Lipik vasútvonal déli részén egy részben mezőgazdasági művelés alatt álló magaslaton találták. Itt több rétegben történelem előtti település nyomaira bukkantak. A legrégibb leletek cseréptöredékek és egy kőszekerce kőkorszakiak. A további leletek, főként cseréptöredékek a rézkorból, a késő bronzkorból és a kora vaskorból származnak. A másik lelőhelyen, a Krivajac-pataktól nyugatra és a Bijela-pataktól északra, egy nyugat-keleti irányú hosszanti kiemelkedésen vaskori és középkori tárgyak kerültek elő. A harmadik lelőhely a Bijela-pataktól északra, a Krivajac-patak egykori folyása által körülölelt enyhe magaslaton található, ahol középkori kerámiatöredékeket találtak. 
A térséget a 16. század közepén szállta meg a török. A lakosság legnagyobb része az ország biztonságosabb részeire menekült, másokat rabságba hurcoltak. Ezután ez a vidék mintegy száz évre lakatlanná vált. A török uralom után a területre a 17. század végétől folyamatosan telepítették be a keresztény lakosságot. Miután újraalakították Pozsega vármegyét területe a pakráci uradalom része lett, mely több tulajdonos után 1760-ban a vármegye főispánjának gróf daruvári Jankovich Antalnak a birtoka lett. Jankovich aki kiemelkedő szerepet játszott a vármegye fejlesztésében ide is telepített újabb jelentős számú lakosságot. Poljanát 18. században telepítették be horvát katolikus családokkal, akik mellé a 19. században főként csehek és szlovákok érkeztek. 
Az első katonai felmérés térképén „Dorf Polyane” néven találjuk. Lipszky János 1808-ban Budán kiadott repertóriumában „Polyana” néven szerepel. Nagy Lajos 1829-ben kiadott művében „Polyana” néven 94 házzal, 750 katolikus vallású lakossal találjuk.
1815-ben itt tört ki az a jobbágylázadás, mely az 1848-as forradalmak előtti időszak legnagyobb forradalmi eseménye volt Szlavóniában. A lázongás később átterjedt több környező településre, Gajra, Uljanikra, Toranjra, Batinjanira és Brekinskára, majd több Pozsega vármegyei Jankovich birtokra is. A lázadás előzményeihez tartozik, hogy az 1814-es év egy száraz és terméketlen év volt, mely éhínséget eredményezett ezen a vidéken, de Jankovich Izidor birtokainak elöljárói erre, nem voltak tekintettel. Továbbra is a legnagyobb szigorral bántak jobbágyaikkal, beleértve a botozást és más fizikai büntetéseket. Megtiltották a makkoltatást, a robotot ugyanakkor a törvényeken túllépve többszörösen megkövetelték. A jobbágyok ezt elutasították és továbbra is csak a szokásos munkát végezték. Fontolgatták, hogy a katonai határőrvidékre költöznek. Emiatt az uradalom területén a tavaszi munkák késedelmet szenvedtek. Június elején az uradalom elöljárói behívták a katonaságot, mely brutálisan elfojtotta a lázadást, melynek vezetőit egytől három évi börtönre ítélték. Általános volt a fizikai büntetés. A kivizsgálás során megállapították az uradalom tisztviselőinek bűnösségét is, többeket pénzbüntetésre, elzárásra ítéltek. Magának a grófnak is nagy büntetést kellett fizetnie.
A falunak 1857-ben 437, 1910-ben 888 lakosa volt. 1910-ben a népszámlálás adatai szerint lakosságának 51%-a cseh, 30%-a horvát, 12%-a szlovák anyanyelvű volt. Pozsega vármegye Daruvári járásának része volt. Az első világháború után 1918-ban az új szerb-horvát-szlovén állam, majd később (1929-ben) Jugoszlávia része lett. 1991-ben lakosságának 61%-a horvát, 22%-a cseh nemzetiségű volt. 2011-ben 547 lakosa volt.

## Lakossága
| Lakosság változása | Lakosság változása | Lakosság változása | Lakosság változása | Lakosság változása | Lakosság változása | Lakosság változása | Lakosság változása | Lakosság változása | Lakosság változása | Lakosság változása | Lakosság változása | Lakosság változása | Lakosság változása | Lakosság változása | Lakosság változása |
| ------------------ | ------------------ | ------------------ | ------------------ | ------------------ | ------------------ | ------------------ | ------------------ | ------------------ | ------------------ | ------------------ | ------------------ | ------------------ | ------------------ | ------------------ | ------------------ |
| 1857               | 1869               | 1880               | 1890               | 1900               | 1910               | 1921               | 1931               | 1948               | 1953               | 1961               | 1971               | 1981               | 1991               | 2001               | 2011               |
| 437                | 507                | 591                | 776                | 857                | 888                | 780                | 888                | 831                | 813                | 869                | 770                | 761                | 669                | 626                | 547                |

## Nevezetességei
Szent Anna tiszteletére szentelt római katolikus templomát 1730-ban még fakápolnaként említik először. Ezt nagyon rossz állapota miatt 1910-ben lebontották és újat építettek helyette. A templom 19 méter hosszú és 10 méter széles. Főoltárát Josip Pazman professzor, egyetemi tanár készíttette. A második világháború idején a partizánok és a német csapatok közötti harcokban kisebb károkat szenvedett.

## Gazdaság
A település lakói főként mezőgazdaságból élnek. 

## Oktatás
A település elemi iskolája Grigor Vitez horvát költő, ifjúsági író és műfordító nevét viseli. Nemcsak a helyiek, hanem a környező falvak tanulói is idejárnak.

## Sport
NK Poljana labdarúgóklub

## Egyesületek
- DVD Poljana önténtes tűzoltóegylet.
- Poljana nőegylet.